# Miguel Rodríguez Ferrer
Miguel Rodríguez Ferrer (Lebrija, provincia de Sevilla, 1815-Madrid, 1889) fue un escritor, geógrafo y humanista de España. 

## Biografía
Estudió en la Universidad de Sevilla, ocupando cargos de gran relevancia como el de Jefe político e Intendente de la provincia de Álava (1843), gobernador civil en Vizcaya, Murcia y Asturias en 1870, Valladolid en 1874 y Albacete en 1876
Su estancia en Cuba marcó su obra, centrada en la naturaleza y cultura de la isla. Precursor de la Ciencia Prehistórica española, realizó búsquedas en la cuevas cubanas de industrias y tipos prehistóricos. Defendió la autenticidad de las pinturas rupestres en la Cueva de Altamira en 1880, cuando estas estaban siendo tachadas de falsificación en la sociedad científica de la época.
Entre sus obras están Los Vascongados, su lengua y el príncipe L. L. Bonaparte (con prólogo de Antonio Cánovas del Castillo), Naturaleza y Civilización de la Grandiosa Isla de Cuba  y El Tabaco Habano.